# Дайк (Айова)
Дайк (англ. Dike) — місто (англ. city) в США, в окрузі Гранді штату Айова. Населення — 1304 особи (2020).

## Географія
Дайк розташований за координатами 42°27′51″ пн. ш. 92°37′32″ зх. д. / 42.46417° пн. ш. 92.62556° зх. д. (42.464135, -92.625607).  За даними Бюро перепису населення США в 2010 році місто мало площу 3,61 км², уся площа — суходіл.

## Демографія
Згідно з переписом 2010 року, у місті мешкало 1209 осіб у 475 домогосподарствах у складі 365 родин. Густота населення становила 335 осіб/км².  Було 497 помешкань (138/км²).
Расовий склад населення:
| - 98,8 % — білих - 0,2 % — чорних або афроамериканців - 0,2 % — азіатів |

До двох чи більше рас належало 0,6 %. Частка іспаномовних становила 1,2 % від усіх жителів.
За віковим діапазоном населення розподілялося таким чином: 26,3 % — особи молодші 18 років, 57,7 % — особи у віці 18—64 років, 16,0 % — особи у віці 65 років та старші. Медіана віку мешканця становила 42,1 року. На 100 осіб жіночої статі у місті припадало 99,8 чоловіків;  на 100 жінок у віці від 18 років та старших — 98,0 чоловіків також старших 18 років.
Середній дохід на одне домашнє господарство  становив 92 755 доларів США (медіана — 67 500), а середній дохід на одну сім'ю — 103 502 долари (медіана — 84 844). Медіана доходів становила 62 292 долари для чоловіків та 40 000 доларів для жінок. За межею бідності перебувало 3,6 % осіб, у тому числі 5,1 % дітей у віці до 18 років та 1,9 % осіб у віці 65 років та старших.
Цивільне працевлаштоване населення становило 708 осіб. Основні галузі зайнятості: освіта, охорона здоров'я та соціальна допомога — 24,0 %, виробництво — 16,0 %, роздрібна торгівля — 12,0 %, транспорт — 11,7 %.